# Hotel Donegana
El Hotel Donegana (en inglés Donegana's Hotel), anteriormente conocido como Bingham House, se encontraba en la esquina noroeste de las calles Notre-Dame y Bonsecours, a una cuadra del Mercado Bonsecours en el distrito Vieux-Montreal de Montreal, Quebec (Canadá). Originalmente construida como residencia privada en 1821, la casa sirvió como residencia virreinal de los gobernadores generales desde 1837 hasta 1843. De 1843 a 1846 albergó brevemente la Escuela Superior de Montreal, antes de que la escuela construyera sus propias instalaciones. Luego, el edificio fue comprado por Jean-Marie Donegana, quien lo amplió para convertirlo en el hotel más grande de las colonias británicas. Se hizo famoso en Europa y América del Norte, donde su reputación era igual, si no superior, a la de Astor House de Nueva York. El Donegana se quemó en los disturbios de Montreal de 1849.
El sitio se vendió en 1850 y el hotel fue reconstruido por la administración estadounidense como un nuevo hotel Donegana, que prosperó hasta la década de 1870 bajo la dirección del hotelero Daniel Gale. Gale lo promocionó en los periódicos de Nueva York como un hotel de Montreal que estaba a la altura de las mejores posadas estadounidenses. El agente confederado y comerciante de vinos PC Martin vivió allí alrededor de 1863, y después de la Guerra de Secesión la familia del expresidente Jefferson Davis se hospedó en el Donegana durante su estadía en Montreal. En 1880 el segundo hotel fue reemplazado por el Hôpital Notre-Dame.

## Primeros años
Originalmente construida como una casa privada, la estructura principal se inició en 1821 para el millonario estadounidense William Bingham, hijo único del William Bingham, en preparación para su matrimonio al año siguiente con Marie-Charlotte Chartier de Lotbinière (1805- 1866), hija y coheredera. La casa Bingham se convirtió en un centro para la sociedad de moda que vivía y visitaba Montreal.
En 1834, los Bingham se fueron de Montreal a París y durante un tiempo alquilaron su antigua casa a John Colborne. En 1837, Lord Durham, el recién nombrado gobernador general de Canadá, arrendó la casa y eligió la imponente mansión sobre el ruinoso Château de Ramezay para su residencia oficial. Durham exigió que la casa estuviera amueblada con un "estilo superior" y no se escatimó en gastos para cumplir con sus exigentes estándares. Los gobernadores generales Lord Sydenham y luego Charles Bagot mantuvieron la casa como su residencia oficial hasta 1843, cuando fue vendida por los Bingham, quienes para entonces habían establecido su hogar permanente en Inglaterra en Broome Park, Kent.
En septiembre de 1843, la casa se convirtió en el primer hogar de los estudiantes recién matriculados en la Escuela Superior de Montreal, de los cuales había 167 al final de la sesión. Al término del primer año académico de la escuela, el acto de clausura, presidido por el Excmo. Peter McGill, con Charles Metcalfe presentando los premios, se llevó a cabo en el gran salón que anteriormente había sido el salón de baile de los Bingham. En 1845, la escuela se mudó a su casa especialmente construida en la calle Belmont Street.

## El Donegana

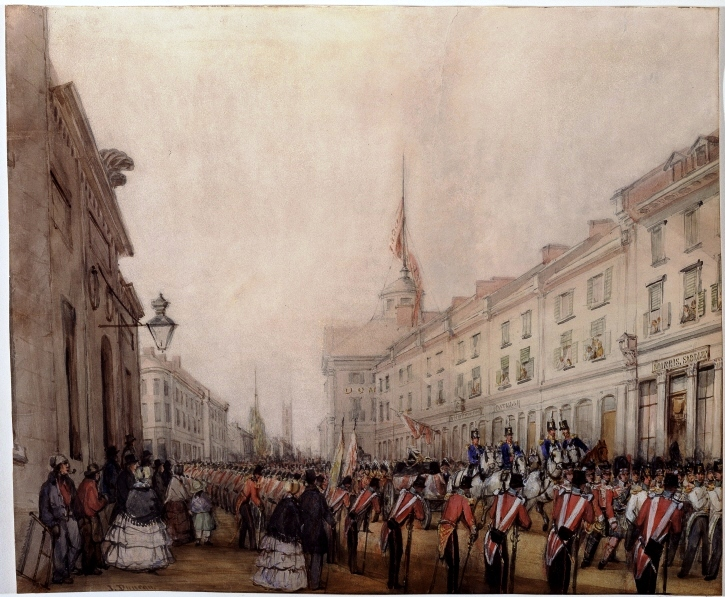
El Donegana ondeando su bandera a media asta para el funeral del Benjamin D'Urban en la Rue Notre-Dame, 1849

En 1845, la casa fue comprada por el hotelero Jean-Marie Donegana, el ya conocido gerente general del Rasco's Hotel en Montreal. La fachada del edificio se mantuvo como lo había sido cuando era la casa de Bingham, pero se realizaron amplias adiciones en la parte trasera del edificio. Donegana's se extendía hasta el Champ de Mars y en su momento fue el hotel más grande de las colonias británicas. Se disponía de todos los lujos, incluidos baños fríos y calientes a cualquier hora del día, y se decía que la iluminación de gas que iluminaba el hotel había dado "un efecto maravilloso a las ricas decoraciones de mármol " en los vestíbulos. Cada uno de los 150 apartamentos tenía su propio baño. El comedor medía 30 por 66 m y la galería que rodeaba la cúpula que se elevaba sobre el edificio ofrecía una imponente vista de 360 grados de la ciudad.
Aunque Montreal todavía era una ciudad comparativamente pequeña de unas 40.000 personas en 1845, John Bigsby había señalado 25 años antes que sus posadas eran "tan notables por su exterior palaciego" como por su "excelente alojamiento interior"; comentando que Montreal era "una ciudad conmovedora y opulenta... avanzada en todos los lujos y comodidades de la alta civilización". Donegana's no decepcionó, se decía que estaba a la par de Astor House en Nueva York y era un hotel tan bueno como muchos en Londres. Un oficial del ejército británico que estaba de visita en Montreal lo describió como "un establecimiento magnífico", y encontró que el mobiliario estaba a la altura de su arquitectura "espléndida": "Todo se llevó a cabo en este hotel con el primer estilo: el mobiliario era excelente y la asistencia. Todos los camareros franceses, admirables, mientras que la cocina era del carácter más rebuscado".
En 1847, Donegana organizó el primer baile benéfico en ayuda del Hospital de Maternidad de Montreal bajo el patrocinio del Gobernador General, James Bruce. No mucho después de este evento, el ayudante de campo de Elgin, Mark Kerr, decidió provocar algo de entusiasmo en el hotel cuando escuchó que había una gran cantidad de turistas estadounidenses alojados. Montó su caballo a través de las tres inmensas puertas del comedor y rodeó la mesa. Al principio, los turistas quedaron atónitos y luego muy divertidos, y luego Kerr se vio inundado de invitaciones a Nueva York. También fue en Donegana's donde los miembros de Montreal Hunt se reunieron para evitar que un oficial de Artillería Real vendiera sus perros. Los invitados incluyeron a Maurice Sand y Jérôme Napoleon Bonaparte. Los residentes cuando el Parlamento estaba en sesión incluían a Allan Napier MacNab del castillo de Dundurn y al presidente del Tribunal Supremo Joseph-Rémi Vallières de Saint-Réal.

## Primera sede  del hospital de Notre-Dame
En 1880, el antiguo hotel se convirtió en la primera sede del hospital de Notre-Dame, donde podía albergar a unos 50 pacientes. Para 1900, el hotel era demasiado pequeño para las necesidades de la creciente institución. El hospital se mudaría al norte en 1924, en la calle Sherbrooke, donde aún se encuentra hoy.